# Amerila curtisi
Amerila curtisi là một loài bướm đêm thuộc phân họ Arctiinae, họ Erebidae.